# Alameda de Osuna
Alameda de Osuna es uno de los cinco barrios pertenecientes al distrito de Barajas, en la periferia nordeste de la ciudad de Madrid (España). Su cercanía al aeropuerto de Madrid-Barajas y su peculiar ubicación geográfica lo convierte en un barrio singular de la ciudad.

## Geografía
El 29 de junio de 2021 se aprobó en el pleno del Ayuntamiento de Madrid la nueva delimitación del barrio. Una parte de la modificación incluía un intercambio con el distrito de Hortaleza. Este intercambio significó que el barrio de Alameda de Osuna ganaba un terreno en el suroeste del distrito que antes pertenecía al barrio de Palomas (incluyendo el comienzo del paseo de la Alameda de Osuna perpendicular a la avenida de América y la zona de las dos garitas del parque de El Capricho). De esta forma, el barrio limita al norte con la calle San Severo, la parte final de la calle Soto Hidalgo y la calle Riaño, al sur con la avenida de América en paralelo a la colonia de Ciudad Pegaso (distrito de San Blas-Canillejas), al este con la M-14 y al oeste con la avenida de Logroño (los números pares).

### Morfología
El barrio tiene una superficie de 197.03 ha. Dibujado sobre plano tiene forma de barco orientada la proa al suroeste. Su dimensión mayor es de 2,3 km, con una anchura media de 800 metros. Dado que sus límites, en su mayoría, son autovías, se lo considera una isla urbana, con muy escaso tránsito peatonal procedente de otros barrios colindantes excepto del barrio de Corralejos, especialmente en la zona denominada Coronales.

### Zonas específicas
El barrio se divide en las siguientes zonas específicas:
- Capricho. Sección censal 001, salvo su zona nordeste
- Castillo. Sección censal 002 y dos manzanas al nordeste de la 001
- Rioja. Secciones censales 003 y 004
- Brezo. Sección censal 005
- Embajada. Sección censal 006
- Diana. Parte oriental de la sección censal 007
- Bareco. Secciones censales 008 y 009 y parte occidental de la 007
- Calabaza. Secciones censales 010 y 011
- Parqueluz. Secciones censales 012 y 013
- Motocine. Sección censal 014

### Callejero
El barrio contiene 42 vías. Los seis ejes principales son:
- Avenida de Logroño
- Paseo de la Alameda de Osuna
- Calle La Rioja
- Avenida de Cantabria
- Avenida de América
- Avenida de la Hispanidad

En el planeamiento urbanístico se asignaron calles con nombres de naves a la zona sur: Balandro, Batel, Bergantín, Canoa, Carabela, Catamarán, Corbeta, Falúa, Galeón, Galera, Goleta, Góndola, Navío, Noray, Piragua y Velero. Obenque, sin ser nombre de navío sino pieza, se incluyó también dentro de este grupo. La zona norte fue nombrada con históricos editores: Antonio Sancha, Benito Monfort, Joaquín Ibarra y Manuel Aguilar Muñoz. El resto de las vías toman nombres diversos: Pinos de Osuna, Tomillar, Fuente del Pavo, la Fuente, Mar, Monteverde, Jardines de Aranjuez, Rambla, Riaño, San Severo, Soto Hidalgo y el célebre cómic Tintín y Milú.

### Consolidación
En 2009, se estima que está consolidado el 98 % de su suelo quedando disponible para la construcción apenas cuatro solares: uno entre la calle Tomillar, la calle Tintín y Milú y San Severo, otro entre avenida de Logroño esquina con Antonio Sancha, un tercero entre la calle Pinos de Osuna y Velero y un cuarto en la zona más occidental junto a la M-40.

## Población
|      | Alameda de Osuna | Resto del distrito | Total del distrito | Municipio de Madrid | Comunidad de Madrid |
| ---- | ---------------- | ------------------ | ------------------ | ------------------- | ------------------- |
| 2004 | 19 423           | 21 200             | 40 623             | 3 099 834           | 5 804 829           |
| 2005 | 19 921           | 22 133             | 42 054             | 3 155 359           | 5 964 143           |
| 2006 | 20 222           | 22 480             | 42 702             | 3 128 600           | 6 008 183           |
| 2007 | 20 062           | 22 996             | 43 058             | 3 132 463           | 6 081 689           |
| 2008 | 20 284           | 23 667             | 43 951             | 3 213 271           | 6 271 638           |

### Pirámide de población
Pirámide con dos máximos: uno entre 60 y 64 años correspondiente a los primeros pobladores que con edades entre 30 y 34, se asentaron en el barrio entre 1975 y 1980. Y otro máximo, entre 30 y 34 años correspondiente a hijos de la primera generación y a los instalados en las nuevas construcciones de principios del siglo XXI.

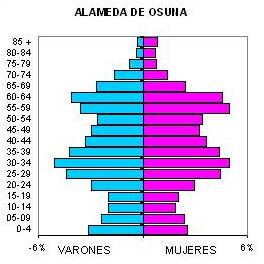
Fuente: Padrón 2008 INE

### Extranjeros residentes
Tabla comparativa entre el municipio de Madrid y el barrio Alameda de Osuna relativa a extranjeros residentes a 1 de enero de 2009
|                                       | Habitantes                            | 3 287 630 | 20 549           |                |
|                                       | Total                                 | 100,00 %  | 100,00 %         | 0,00 %         |
| Bandera de España                     | España                                | 82,51 %   | 90,95 %          | 8,44 %         |
|                                       | País de nacionalidad                  | Madrid    | Alameda de Osuna | Diferencia (%) |
| Bandera de Marruecos                  | Marruecos                             | 0,82 %    | 0,07 %           | -0,75 %        |
| Bandera de Senegal                    | Senegal                               | 0,08 %    | 0,00 %           | -0,08 %        |
| Bandera de Mali                       | Mali                                  | 0,08 %    | 0,00 %           | -0,08 %        |
| Bandera de Nigeria                    | Nigeria                               | 0,06 %    | 0,03 %           | -0,03 %        |
| Bandera de Guinea Ecuatorial          | Guinea Ecuatorial                     | 0,05 %    | 0,00 %           | -0,05 %        |
| Bandera de Guinea                     | Guinea                                | 0,04 %    | 0,00 %           | -0,04 %        |
|                                       | Principales nacionalidades de África  | 1,11 %    | 0,11 %           | -1,00 %        |

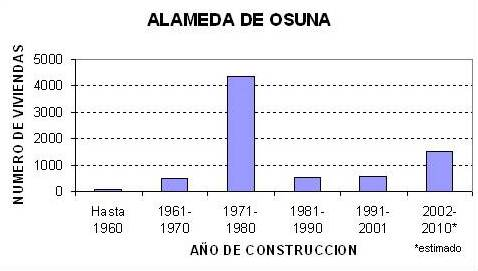
Fuente: Censo 2001 INE

| Bandera de Ecuador                    | Ecuador                               | 2,89 %    | 0,35 %           | -2,54 %        |
| Bandera de Bolivia                    | Bolivia                               | 1,32 %    | 0,27 %           | -1,05 %        |
| Bandera de Perú                       | Perú                                  | 1,25 %    | 0,48 %           | -0,77 %        |
| Bandera de Colombia                   | Colombia                              | 1,13 %    | 0,46 %           | -0,67 %        |
| Bandera de la República Dominicana    | República Dominicana                  | 0,72 %    | 0,09 %           | -0,63 %        |
| Bandera de Paraguay                   | Paraguay                              | 0,61 %    | 0,26 %           | -0,35 %        |
| Bandera de Brasil                     | Brasil                                | 0,51 %    | 0,23 %           | -0,28 %        |
| Bandera de Argentina                  | Argentina                             | 0,30 %    | 0,47 %           | 0,17 %         |
| Bandera de Venezuela                  | Venezuela                             | 0,29 %    | 0,31 %           | 0,02 %         |
| Bandera de Cuba                       | Cuba                                  | 0,17 %    | 0,10 %           | -0,07 %        |
| Bandera de Chile                      | Chile                                 | 0,16 %    | 0,05 %           | -0,11 %        |
| Bandera de Nicaragua                  | Nicaragua                             | 0,04 %    | 0,02 %           | -0,02 %        |
| Bandera de México                     | México                                | 0,15 %    | 0,11 %           | -0,04 %        |
| Bandera de Estados Unidos             | Estados Unidos                        | 0,13 %    | 0,14 %           | 0,01 %         |
| Bandera de Honduras                   | Honduras                              | 0,09 %    | 0,06 %           | -0,03 %        |
| Bandera de Uruguay                    | Uruguay                               | 0,05 %    | 0,01 %           | -0,04 %        |
|                                       | Principales nacionalidades de América | 9,82 %    | 3,40 %           | -6,42 %        |
| Bandera de Rumania                    | Rumanía                               | 1,86 %    | 1,55 %           | -0,31 %        |
| Bandera de Italia                     | Italia                                | 0,49 %    | 0,65 %           | 0,16 %         |
| Bandera de Bulgaria                   | Bulgaria                              | 0,41 %    | 0,23 %           | -0,18 %        |
| Bandera de Francia                    | Francia                               | 0,36 %    | 0,86 %           | 0,50 %         |
| Bandera de Polonia                    | Polonia                               | 0,31 %    | 0,18 %           | -0,13 %        |
| Bandera de Portugal                   | Portugal                              | 0,29 %    | 0,21 %           | -0,08 %        |
| Bandera de Ucrania                    | Ucrania                               | 0,24 %    | 0,06 %           | -0,18 %        |
| Bandera de Alemania                   | Alemania                              | 0,19 %    | 0,41 %           | 0,22 %         |
| Bandera del Reino Unido               | Reino Unido                           | 0,18 %    | 0,26 %           | 0,08 %         |
| Bandera de Rusia                      | Rusia                                 | 0,06 %    | 0,03 %           | -0,03 %        |
| Bandera de los Países Bajos           | Países Bajos                          | 0,06 %    | 0,10 %           | 0,04 %         |
|                                       | Principales nacionalidades de Europa  | 4,45 %    | 4,53 %           | 0,08 %         |
| Bandera de la República Popular China | China                                 | 0,83 %    | 0,29 %           | -0,54 %        |
| Bandera de Filipinas                  | Filipinas                             | 0,28 %    | 0,04 %           | -0,24 %        |
| Bandera de Bangladés                  | Bangladesh                            | 0,12 %    | 0,02 %           | -0,10 %        |
|                                       | Principales nacionalidades de Asia    | 1,24 %    | 0,36 %           | -0,88 %        |
|                                       | Otros países y apátridas              | 17,49 %   | 9,05 %           | -8,44 %        |
|                                       | Resto de países                       | 0,87 %    | 0,64 %           | -0,23 %        |

### Distribución de las viviendas por año de construcción
La mayoría de las viviendas se han construido entre 1970 y 1980, el 71 % del total de viviendas reflejadas en el censo de 2001. Se produce un repunte de la construcción entre los años 2002 y 2006.

## Gobierno y política
Resultado de las elecciones generales de España de 2008 en el barrio Alameda de Osuna y comparativo con el resto del Distrito Barajas, y los totales de distrito, municipio y Comunidad de Madrid:
| Partido                                  | Alameda de Osuna | Resto del distrito | Total del distrito | Municipio de Madrid | Comunidad de Madrid |
| ---------------------------------------- | ---------------- | ------------------ | ------------------ | ------------------- | ------------------- |
| Partido Popular (PP)                     | 7270             | 6390               | 13 660             | 919 701             | 1 722 719           |
| Partido Socialista Obrero Español (PSOE) | 4317             | 4748               | 9065               | 691 580             | 1 380 749           |
| Unión Progreso y Democracia (UPyD)       | 867              | 548                | 1415               | 72 605              | 131 290             |
| Izquierda Unida (IU)                     | 483              | 596                | 1079               | 85 994              | 163 497             |
| Resto                                    | 167              | 189                | 356                | 545                 | 901                 |
| Total                                    | 13 104           | 12 471             | 25 575             | 1 799 108           | 3 459 426           |
| Partido                                  | Alameda de Osuna | Resto del distrito | Total del distrito | Municipio de Madrid | Comunidad de Madrid |
| Partido Popular (PP)                     | 55 %             | 51 %               | 53 %               | 51 %                | 50 %                |
| Partido Socialista Obrero Español (PSOE) | 33 %             | 38 %               | 35 %               | 38 %                | 40 %                |
| Unión Progreso y Democracia (UPyD)       | 7 %              | 4 %                | 6 %                | 4 %                 | 4 %                 |
| Izquierda Unida (IU)                     | 4 %              | 5 %                | 4 %                | 5 %                 | 5 %                 |
| Resto                                    | 1 %              | 2 %                | 1 %                | 0 %                 | 0 %                 |
| Total                                    | 100 %            | 100 %              | 100 %              | 100 %               | 100 %               |

## Historia

### Antigua y Medieval

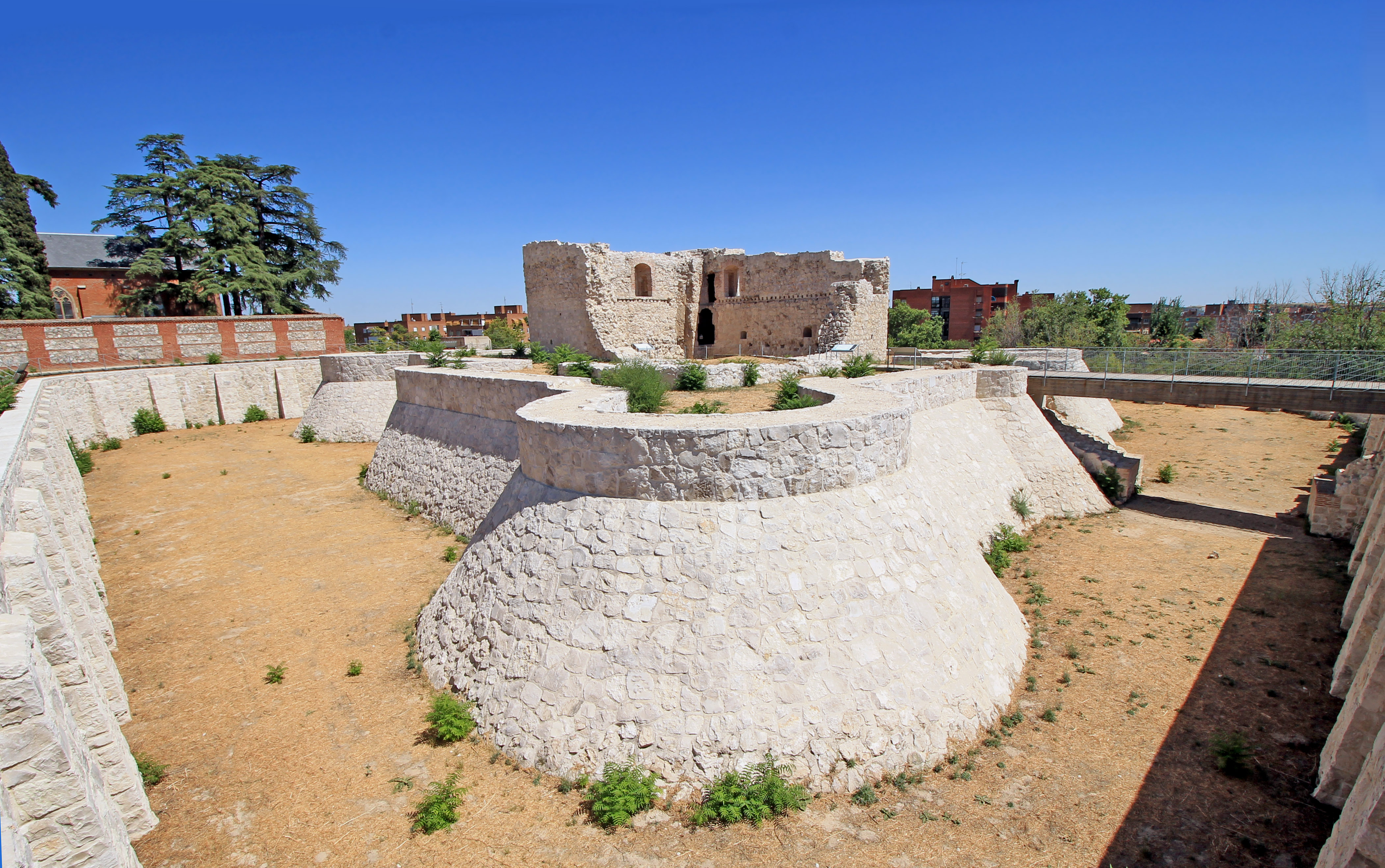
Castillo de los Zapata

Se conoce un antiguo pueblo con restos de la Edad del Bronce, romanos y de la época medieval. El origen de La Alameda está unido a la existencia del Castillo de los Zapata elevado sobre un pequeño promontorio que daba visibilidad sobre una amplia zona hasta el río Jarama. Se estima que la población de La Alameda era de unas 100 familias entre los siglos XV y XVI. Ya en el año 1579 la Villa de La Alameda tenía una iglesia, nuevamente reedificada de una sola nave, muy alegre y vistosa, bajo la advocación de Santa Catalina de Alejandría Virgen y Mártir anexa de la parroquia de San Pedro de Barajas.

### SiglosXVIIIyXIX

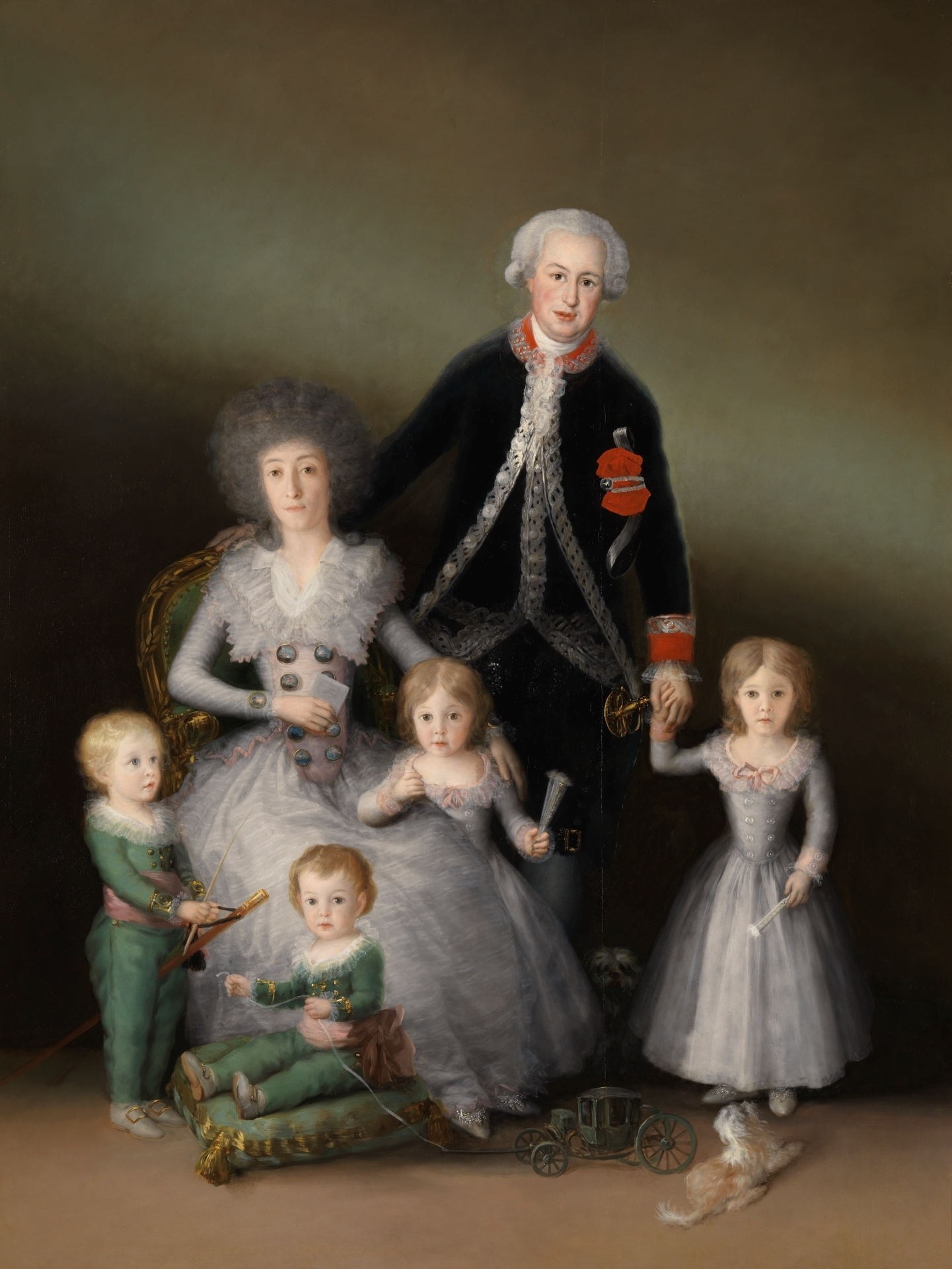
Los duques de Osuna y sus hijos, por Francisco de Goya

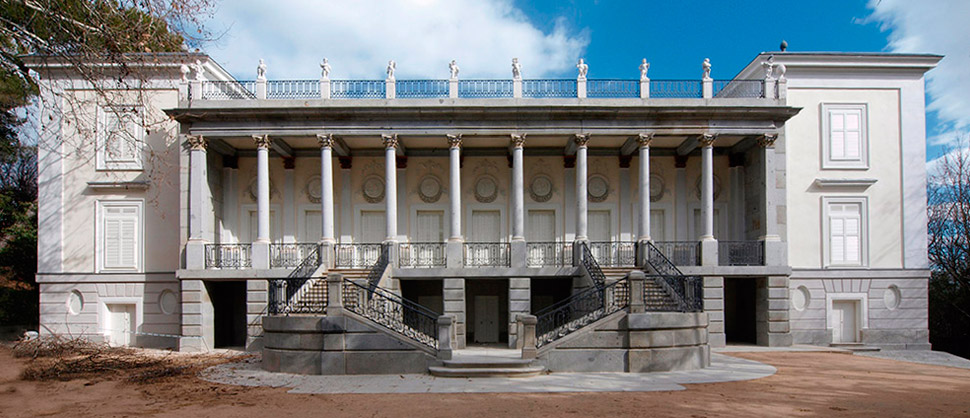
Palacio de los duques de Osuna

Durante el siglo XVIII la zona cayó en decadencia y las aldeas comenzaron a despoblarse. El catastro del marqués de la Ensenada demuestra que en 1751 el castillo ya estaba abandonado. A finales del siglo XVIII la villa de La Alameda se encontraba totalmente arruinada y sólo la habitaban unas pocas familias cuyos miembros eran los criados del conde de Barajas. La decadencia de la villa era patente y quizá se hubiera despoblado por completo de no haberse construido en esa época una serie de casas de recreo que, edificadas por familias acomodadas de Madrid, eran utilizadas como lugar de reposo donde pasaban los veranos y fines de semana descansando fuera de la aglomeración urbana.
En 1782 ocurrió un incendio que destruyó parcialmente Santa Catalina y al año siguiente se produce un hecho que cambió el curso de la historia de La Alameda: la compra al conde de Priego de una serie de terrenos y casas situados a poca distancia del castillo por Pedro Téllez Girón, noveno duque de Osuna, casado con María Josefa Alonso y Pimentel. Las obras realizadas por los duques y la influencia que tuvieron en la transformación de toda la zona circundante fueron de tanta importancia que la antigua villa de La Alameda pronto sería conocida como la Alameda de Osuna.
En 1792 la finca adquirida por los duques ya contaba con un magnífico palacio y, por iniciativa de la duquesa, unos espléndidos jardines que son los que hoy conocemos como el Parque de El Capricho.
En 1835 se celebra la primera carrera de caballos oficial en España, junto a la importante cuadra de los duques de Osuna.
A principios del siglo XIX parte de los materiales de construcción del castillo se emplean en la construcción del panteón de Fernán Núñez, familia en la que había recaído por herencia el condado de Barajas. En torno a 1880 el municipio de La Alameda es integrado en el municipio de Barajas.

### SigloXX
La inauguración el 22 de abril de 1931 del aeropuerto de Madrid-Barajas condicionará fuertemente el posterior desarrollo urbanístico del barrio.

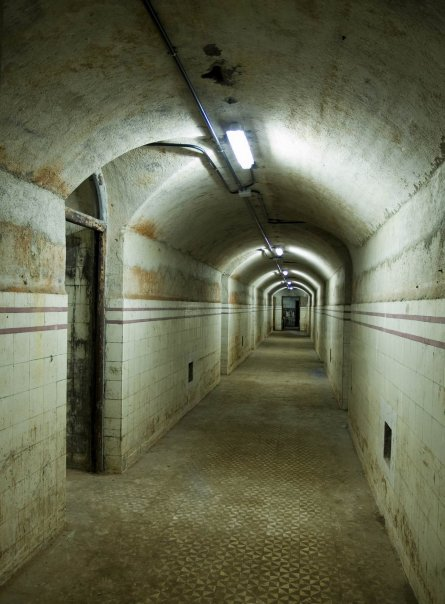
Túneles de la Posición Jaca

Durante la guerra civil española, la Posición Jaca fue un búnker construido dentro del parque del Capricho a finales de 1936 para albergar el Cuartel General de la Defensa de Madrid dirigido por el general José Miaja, así como a su estado mayor dirigido por el entonces teniente coronel Vicente Rojo Lluch. La razón de construir la Posición Jaca en la Alameda de Osuna fue por tratarse de la zona más al este de Madrid y, por tanto, más alejada del frente que se encontraba en la Ciudad Universitaria y la Casa de Campo. Se construyeron también, además del búnker del Capricho, las dos garitas de ladrillo que aún existen al comienzo del Paseo de la Alameda de Osuna junto a la vía de servicio de la N-II. Estas eran las garitas de los centinelas a la entrada del Cuartel General. Al final de la guerra la Posición Jaca fue de vital importancia, y en ella se decidió la rendición del Ejército Republicano y el fin de la Guerra Civil.
En las décadas de 1940 y 1950 se establecen nuevamente fincas de recreo de ciudadanos procedentes de Madrid. En 1949 el municipio de Barajas de Madrid es anexionado al de Madrid como parte del distrito de Chamartín. El municipio de La Alameda había sido anexionado a Madrid en el siglo XIX.
En 1959 tiene lugar la inauguración del Motocine, segundo mayor de Europa, con 600 plazas de aparcamiento. Cerró a los pocos años, quedando la pantalla de hormigón mucho tiempo en pie. En esa gran explanada había un picadero de caballos y era lugar de juegos, prácticas de bicicleta y de coches. En 1964 se inauguró la Vía de la Gasolina, que enlazaba la estación de O’Donnell con el aeropuerto. Quedó en desuso en la década de 1990.

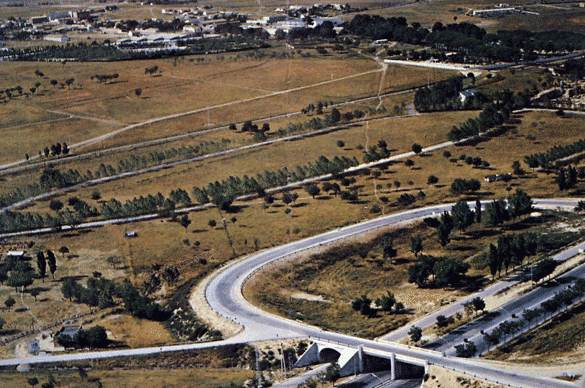
Foto aérea de la zona oriental de la Alameda de Osuna en 1969

En las décadas de 1960 y 1970 se lleva a cabo la construcción de viviendas destinadas principalmente a trabajadores del aeropuerto de Barajas, convirtiéndose en un barrio moderno y residencial, con amplios espacios abiertos y zonas verdes y con una población mayoritariamente formada por jóvenes familias de clase media que disfrutaban de las ventajas de vivir en el campo disfrutando de la proximidad de la ciudad o bien de vivir en la ciudad pero un poco apartado de las incomodidades de una gran urbe. Destacan las acciones urbanísticas de las empresas Cantabria, Conjunto Residencial Barajas (BARECO) y Parqueluz.

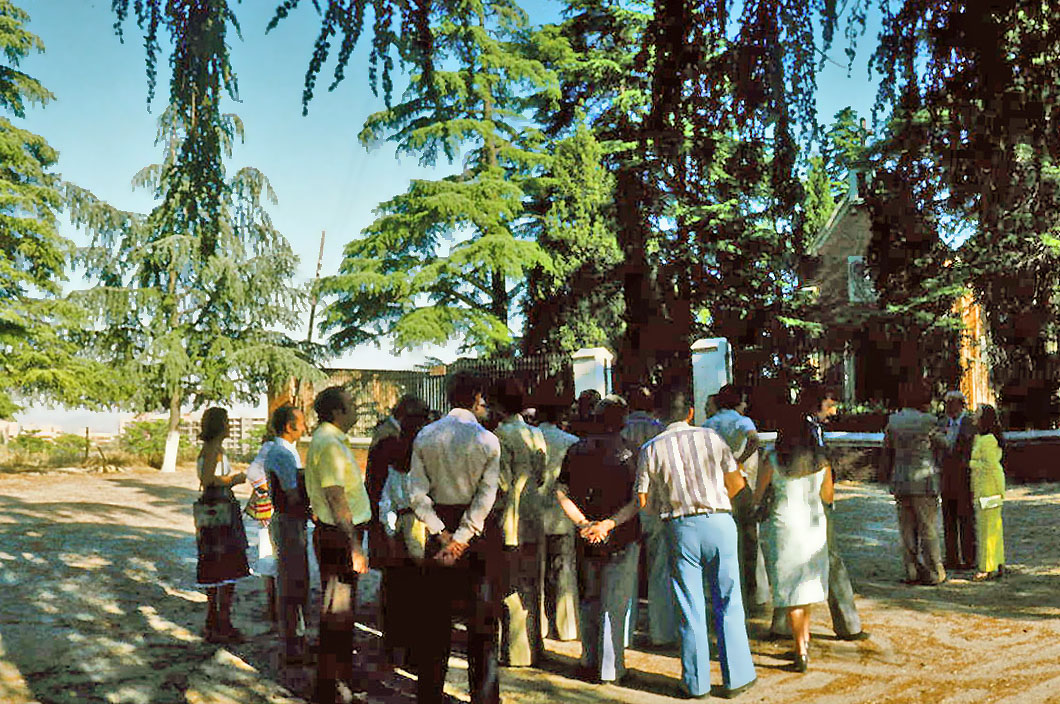
Visitantes en el parque del Capricho en 1977, antes de su apertura al público

En la reestructuración del municipio de Madrid de 1987, el barrio de la Alameda de Osuna pasa a formar parte del nuevo Distrito de Barajas que se convierte en el Distrito número 21 de Madrid 
En las décadas de 1980 y 1990 se venden promociones de chalets adosados de standing medio-alto, con superficies superiores a los 200 m².

### Siglo XXI

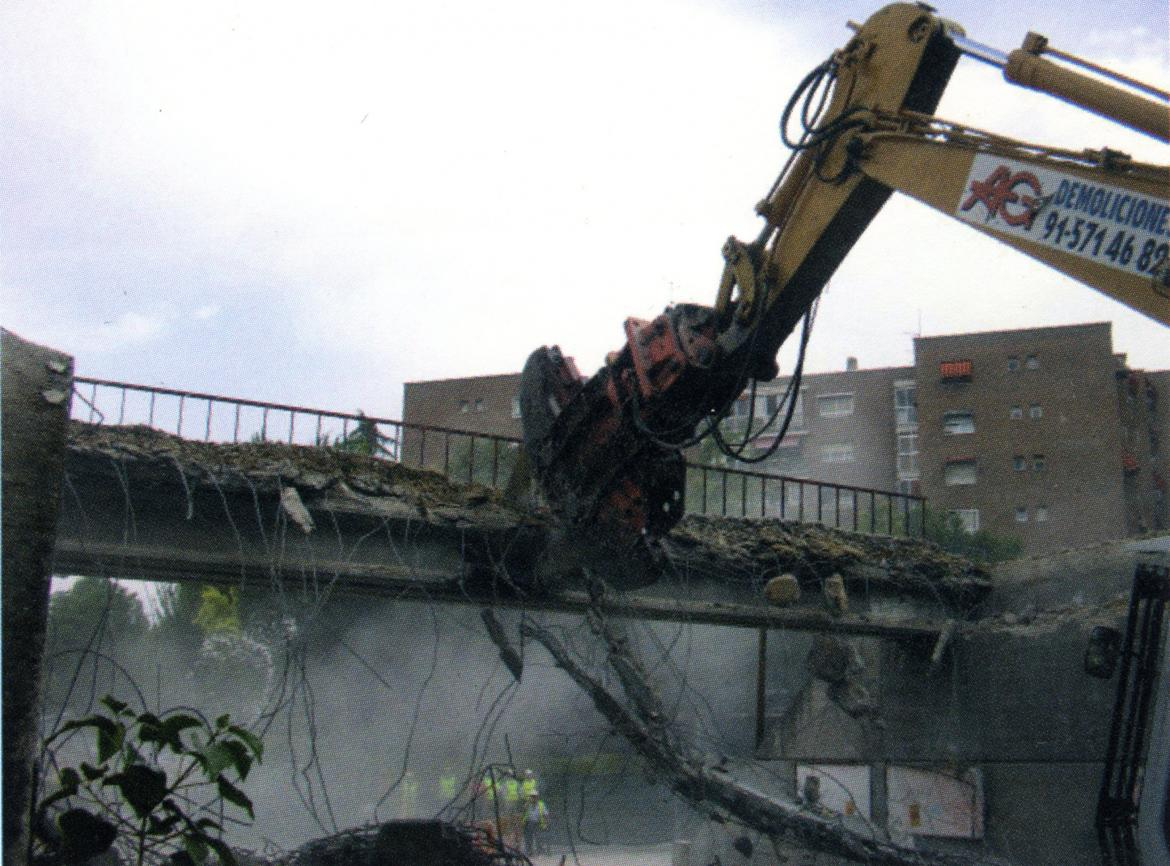
Derribo de un paso superior de la Vía de la Gasolina

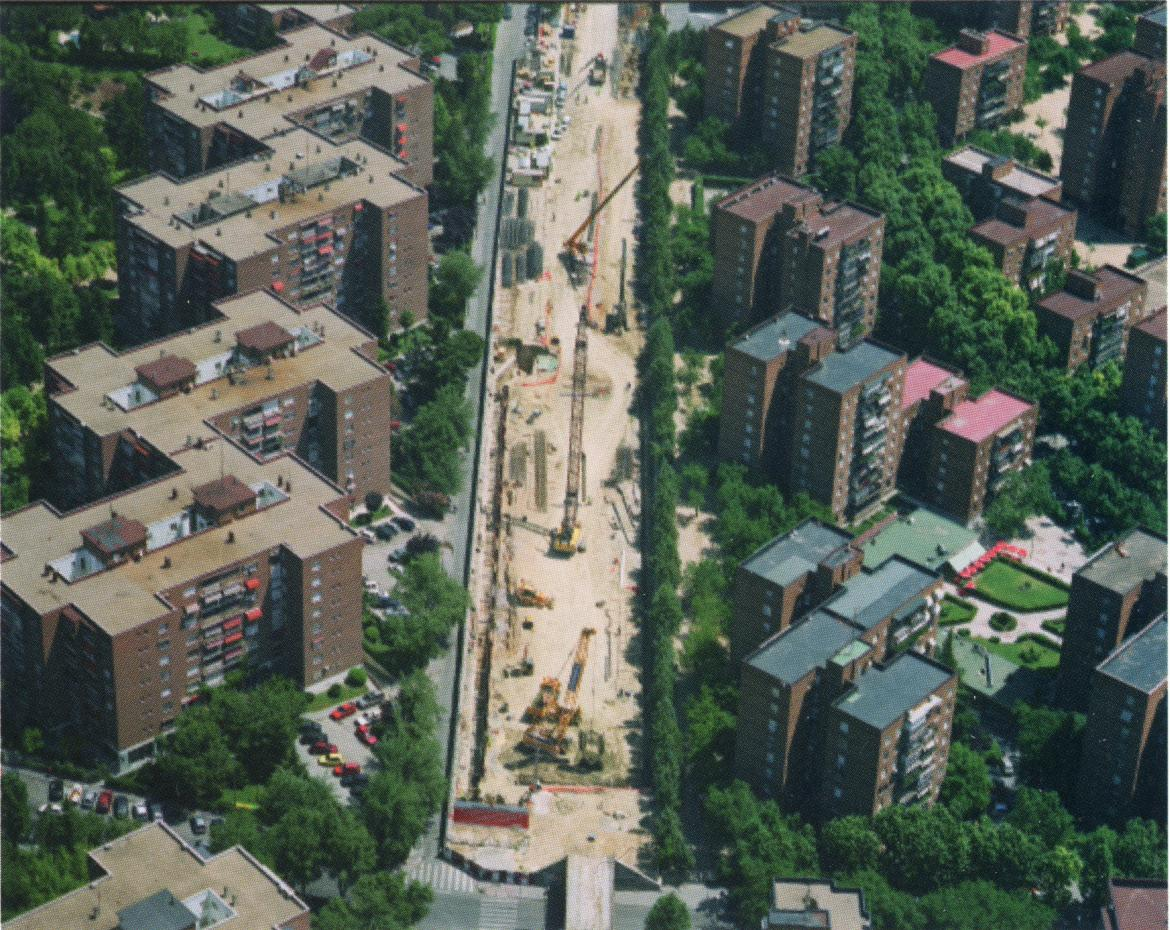
Obras de desmantelamiento de la Vía de la Gasolina para su transformación en parque y vía verde

Entre 2001 y 2004 se construyen urbanizaciones de lujo de viviendas plurifamiliares. De 2004 a 2006 se produce la desaparición total de los ruidos del aeropuerto al construirse la Terminal 4. También se inauguran las estaciones de metro El Capricho y Alameda de Osuna (ambas de la Línea 5).
De 2006 a 2008 se lleva a cabo el desmantelamiento de la Vía de la Gasolina y la construcción en su lugar de la vía verde ciclista.

## Servicios

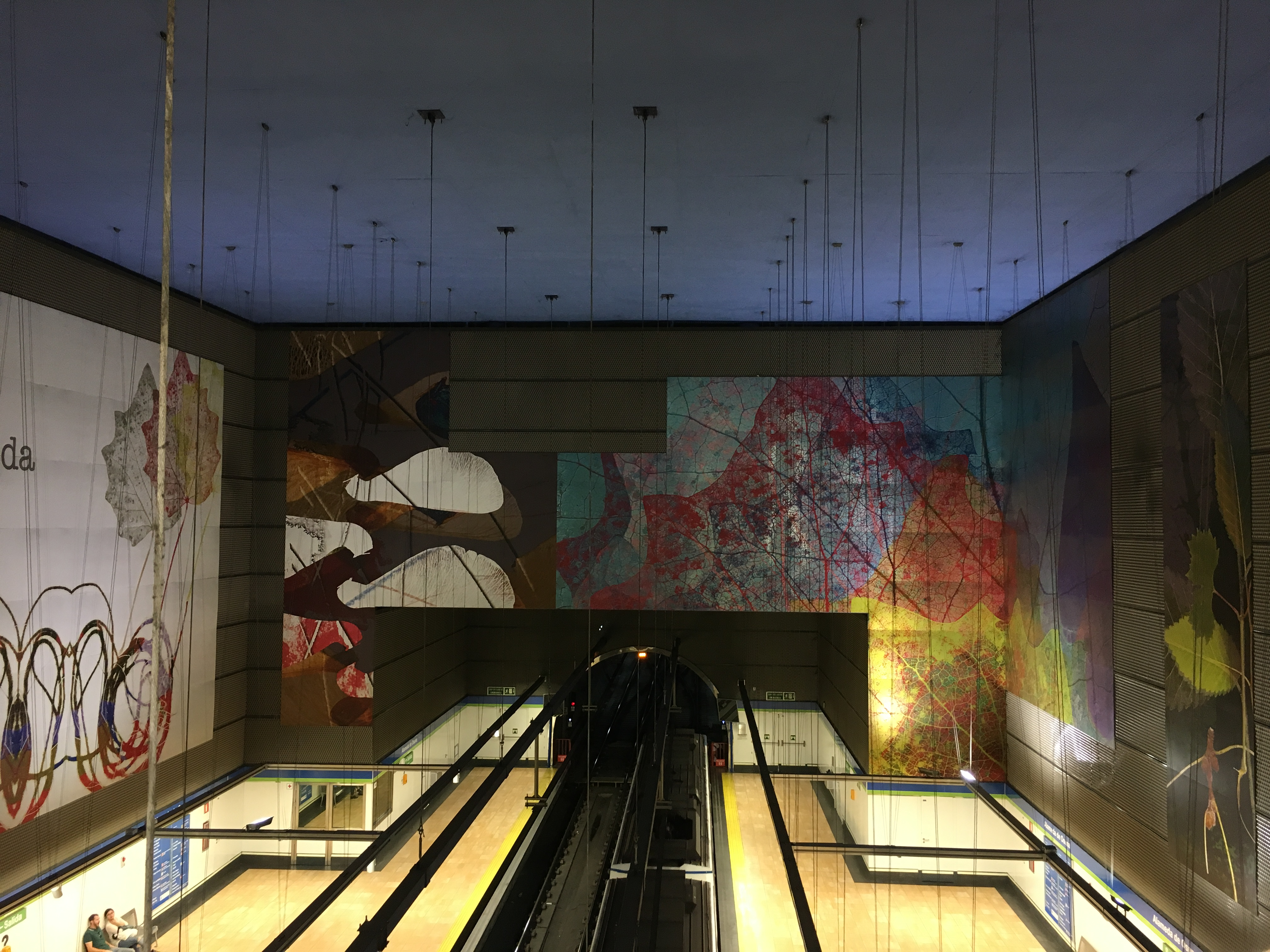
Estación de Alameda de Osuna

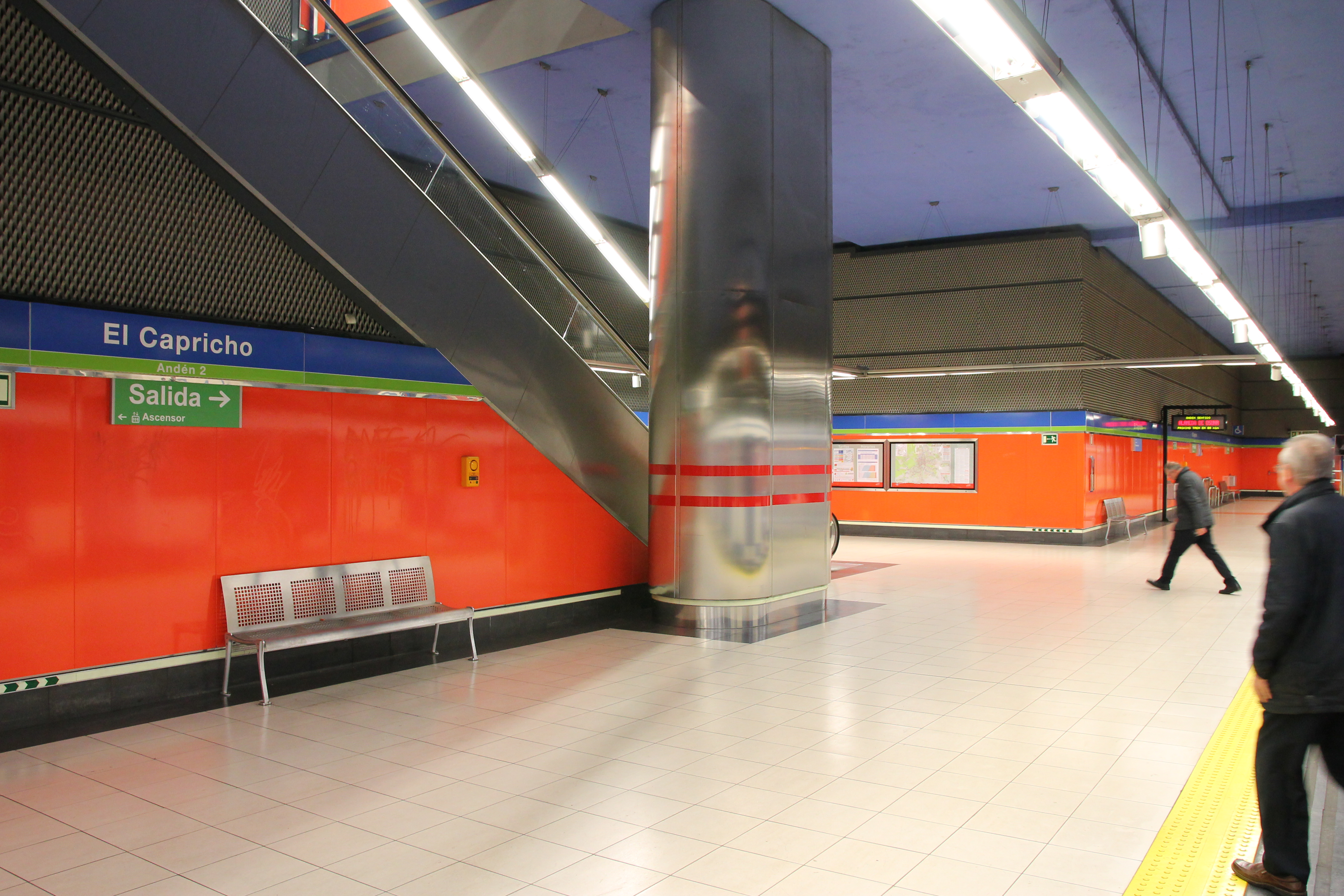
Estación de El Capricho

### Transporte

#### Metro de Madrid
Tiene dos estaciones dentro del barrio desde 2006, ambas pertenecientes a la línea 5.
- El Capricho: atiende a la zona sur del barrio de Alameda de Osuna (Parqueluz).
- Alameda de Osuna: atiende a la parte septentrional de este barrio.

#### Autobuses
Las siguientes líneas de las redes de la Empresa Municipal de Transportes de Madrid y autobuses interurbanos de Madrid prestan servicio a este barrio.
| línea | Origen                              | vías cubiertas sentido ida | Destino                                         | vías cubiertas sentido vuelta                                                                         |
| ----- | ----------------------------------- | --- | ----------------------------------------------- | --- |
| 101   | Canillejas                          | Jardines de Aranjuez, Pº Alameda de Osuna, Carabela y Avda. de la Hispanidad                                                                    | Aeropuerto - Barajas                            | Avda. de la Hispanidad y Avda. de América                                                             |
| 105   | Pza. Ciudad Lineal                  | Jardines de Aranjuez, Pº Alameda de Osuna, Los Brezos y Avda. de Logroño                                                                        | Barajas                                         | Avda. de Logroño, Manuel Aguilar Muñoz y Pº Alameda de Osuna                                          |
| 112   | Mar de Cristal                      | Avda. de Logroño, Manuel Aguilar Muñoz y Avda. de Cantabria                                                                                     | Bº Aeropuerto                                   | Avda. de Cantabria, Corbeta, Manuel Aguilar Muñoz, Pº Alameda de Osuna, Los Brezos y Avda. de Logroño |
| 114   | Avenida de América                  | Avda. de América, Obenque, Canoa, Batel, Avda. de Cantabria, Carabela, Galeón y Avda. de la Hispanidad                                          | Bº Aeropuerto                                   | Bergantín, Avda. de Cantabria, Batel, Obenque y Avda. de América                                      |
| 115   | Avenida de América                  | Avda. de América, Avda. de la Hispanidad, Avda. de Cantabria, Corbeta, Manuel Aguilar Muñoz, Pº Alameda de Osuna, Los Brezos y Avda. de Logroño | Barajas                                         | Avda. de Logroño, Manuel Aguilar Muñoz, Avda. de Cantabria, Avda. de la Hispanidad y Avda. de América |
| 151   | Canillejas                          | Jardines de Aranjuez, Pº Alameda de Osuna, Carabela, Corbeta, Manuel Aguilar Muñoz, Pº Alameda de Osuna y Los Brezos                            | Barajas                                         | Avda. de Logroño, Manuel Aguilar Muñoz, Avda. de Cantabria, Avda. de la Hispanidad y Avda. de América |
| 166   | Barrio Aeropuerto                   | Avenida de Cantabria, Manuel Aguilar Muñoz y Los Brezos                                                                                         | Hospital Ramón y Cajal                          | Manuel Aguilar Muñoz y Carabela                                                                       |
| 200   | Avenida de América (Intercambiador) | - | Aeropuerto de Madrid-Barajas                    | Canillejas                                                                                            |
| N4    | Plaza de Cibeles                    | Bergantín, Avda. de Cantabria, Manuel Aguilar Muñoz y Avda. de Logroño                                                                          | Barajas                                         | Avda. de Logroño, Manuel Aguilar Muñoz, Avda. de Cantabria, Avda. de la Hispanidad y Avda. de América |
| 211   | Madrid (Canillejas)                 | Avda. de Logroño | Paracuellos de Jarama (Urb. Mesa del Monte)     | Avda. de Logroño                                                                                      |
| 212   | Madrid (Canillejas)                 | Avda. de Logroño | Paracuellos de Jarama (Miramadrid)              | Avda. de Logroño                                                                                      |
| 213   | Madrid (Canillejas)                 | Avda. de Logroño | Belvis del Jarama                               | Avda. de Logroño                                                                                      |
| 256   | Madrid (Canillejas)                 | Avda. de Logroño | Daganzo de Arriba/Valdeavero                    | Avda. de Logroño                                                                                      |
| 827   | Madrid (Canillejas)                 | Avda. de Logroño | Alcobendas - Universidad Autónoma - Tres Cantos | Avda. de Logroño                                                                                      |
| 828   | Madrid (Canillejas)                 | Avda. de Logroño | Alcobendas - Universidad Autónoma               | Avda. de Logroño                                                                                      |
| N204  | Madrid (Canillejas)                 | Avda. de Logroño | Daganzo de Arriba                               | Avda. de Logroño                                                                                      |

### Centros sanitarios
- Centro de salud público Alameda de Osuna[9] en calle Carabela, 14
- Centro de asistencia de urgencias de la avenida de Logroño 319, en el barrio de Barajas, cerrado por los recortes en Sanidad del Gobierno del Partido Popular.
- Centro médico y estético privado Alameda de Osuna,[10] centro privado, calle de La Rioja, 19, 28042 Madrid
- Centro privado de psicología Alameda,[11] Centro privado, calle Rioja 19

### Instalaciones deportivas

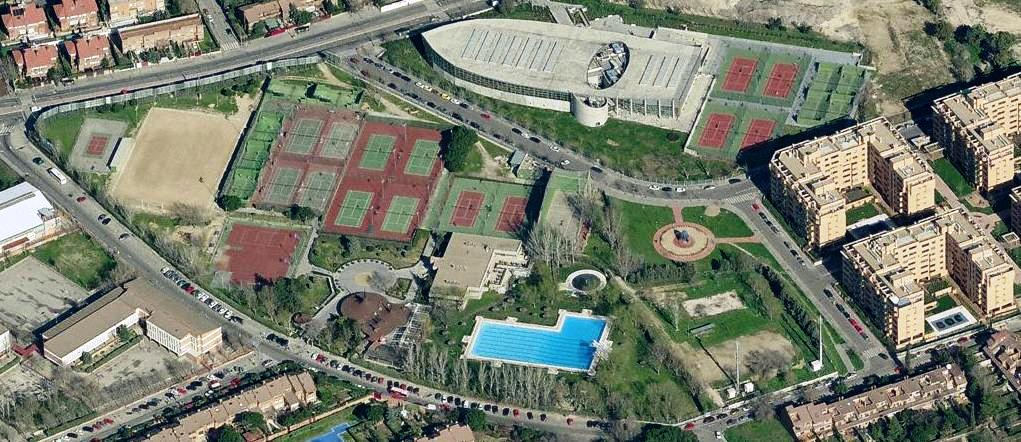
Club Deportivo Brezo Osuna y Polideportivo El Barco

- Club Deportivo Brezo Osuna y Polideportivo El BarcoClub Deportivo Brezo Osuna,[12] en c/Los Brezos 1, de 41 246 m² (1974) con 10 pistas de tenis, 7 de pádel, 2 campos de fútbol, una pista polideportiva, una de patinaje, 2 piscinas (una de ellas olímpica), salones sociales, restaurantes y barbacoas. En este club se inició en el tenis la medallista olímpica española Virginia Ruano.
- Club Alameda de Osuna, de 12 041 m², (1965) con 12 pistas de tenis, 3 de pádel, 2 piscinas, restaurante y salón social.
- Spacio Deportivo El Capricho[13] (2009), su instalación está enclavada junto al Colegio Alameda de Osuna (entrada por C/ Rioja s/n), y dispone de piscinas climatizadas, gimnasio, saunas, etc.
- Centro Deportivo Municipal Barajas,[14] de 18 172 m², (1999) conocido popularmente El Barco, por su forma similar a la de un buque, en la avenida de Logroño, 70. Polideportivo polivalente cubierto, 2 piscinas climatizadas, 4 pistas de tenis y 4 de pádel.
- Pabellón deportivo Villa de Madrid,[15] en calle Los Brezos 4, pista cubierta polivalente (balonmano, baloncesto). Sala de armas para esgrima.

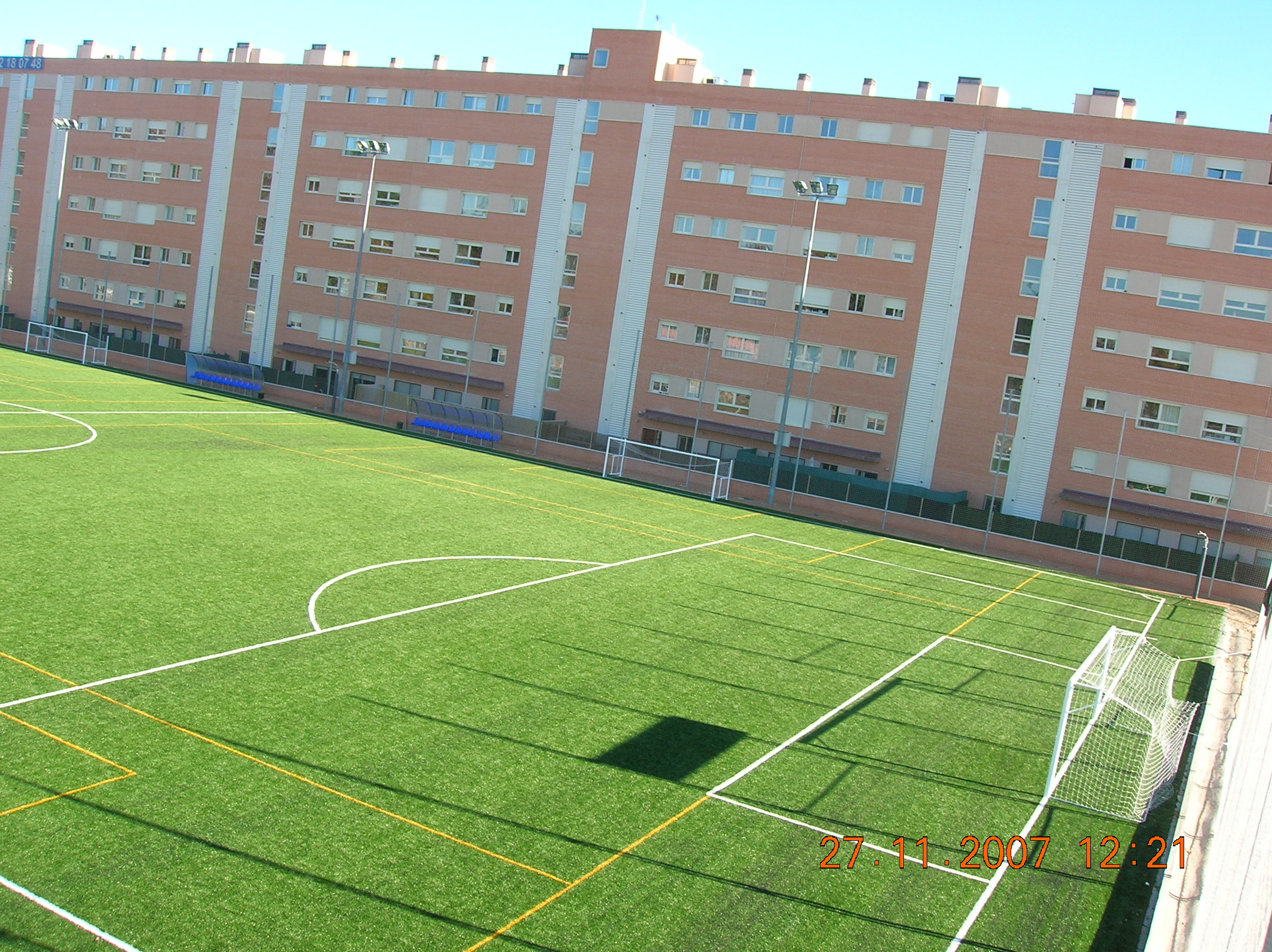
Instalación deportiva El Capricho

- Campo de fútbol de césped artificial Instalación deportiva El Capricho (2008), en el paseo de la Alameda de Osuna 40
- Instalación Deportiva Básica Alameda de Osuna I, junto a la Avenida de la Hispanidad, con entrada por Balandro, con 2 pistas de baloncesto
- Instalación Deportiva Básica Alameda de Osuna II, junto al campo de césped El Capricho, con 2 pistas de baloncesto
- Instalación Deportiva Básica Diana (Resi), en calle Galeón 27, junto al Hotel Diana.
- Instalación Deportiva Básica Galeón, entre La Calabaza y la calle Galeón
- Instalación Deportiva Soto Hidalgo, en calle Riaño.
- Instalación Deportiva Pinos de Osuna, en calle Pinos de Osuna
- Instalación Deportiva Básica Joaquín Ibarra, en la calle Joaquín Ibarra, frente al Conservatorio, en el lugar de una antigua charca desecada y
- Instalación Colegial Alameda de Osuna, con pistas de fútbol, fútbol sala, hockey patines, baloncesto, pádel, volleyball y mini-golf.

### Centros ciudadanos
- Centro Cultural Teresa de Calcuta, que incluye, además del centro cultural, un centro de día para personas mayores, y es conocido popularmente como La Calabaza por sus ventanas triangulares.
- Centro Socio-Cultural Gloria Fuertes[16] con Biblioteca Juvenil, de 3061 m² (2005) en Avenida de Logroño 179 que pertenece al vecino barrio de Coronales, colindante con la Alameda de Osuna
- Local Scout[17] (Fuente del Pavo s/n), del Grupo Álamos 260.

### Centros de enseñanza
- Escuela infantil Mi Cole[18] en calle Balandro 28 (cerrada desde 2010).
- Escuela Infantil La Góndola[19] en Plaza del Navío 1.
- Centro de educación infantil Los Cucos[20] en calle Soto Hidalgo, 2
- Conservatorio o escuela de música El Capricho,[21] en un edificio construido a principios del siglo XX (Joaquín Ibarra 28)
- Colegio Alameda de Osuna,[22] de 1961, (Pº Alameda de Osuna 60)
- Colegio público Ciudad de Guadalajara,[23] de 1974 (C/ Bergantín 13)
- Colegio Público Ciudad de Zaragoza,[24] de 1977 (C/ Manuel Aguilar Muñoz, 1)
- IES Alameda de Osuna,[25] construido en 1977 (Antonio Sancha 11)
- IES Barajas,[26] construido en 1979 (Avda. América, 119)
- Escuela Oficial de Idiomas[27] (Extensión de la EOI de Madrid-Ciudad Lineal) en las instalaciones del IES Alameda de Osuna. Se abrió en 2006.
- Centro de Formación Ocupacional,[28] perteneciente a la Agencia Municipal de Empleo, en Avenida de Cantabria, 6 (2009)
- Escuela de Educación Infantil El Bateo (Pinos de Osuna 3)

### Sitios religiosos
Iglesia católica
- Parroquia de Santa Catalina de Alejandría[29] en calle Rambla (siglo XVI)
- Parroquia del Padre Nuestro,[30] reubicada en 2007
- Ermita de la Virgen de la Soledad,[31] colindante con el barrio en su extremo nordeste.

Iglesia protestante
- Iglesia Bautista Alameda de Osuna.[32] Soto Hidalgo, 6.

### Equipamiento comercial
Hay una Galería Comercial (o Mercado) tradicional construida en 1982, en la calle Balandro 39, con entradas adicionales por las calles Canoa y Galera. El resto de establecimientos comerciales están entremezclados con los edificios y en 2010 existen dos supermercados (DÍA) además de algunos comercios tradicionales desde los años 70 y que potenciaron la combinación del tejido residencial con el comercial. En 2022 se construyó un Eroski, cerca del Mercado tradicional. Además, en diciembre de 2022 se abrió un establecimiento de superficie mediana de la cadena Mercadona, situado junto al Centro de Salud (calle Galeón). Existen establecimientos de Ahorramás y ALDI en barrios y zonas colindantes (Coronales-Corralejos).

### Equipamiento empresarial
Están divididos en dos zonas principales:
En Zona Oeste:
- Parque empresarial Avenida de América: En la esquina suroeste del Barrio Alameda de Osuna, desde 2008 se está desarrollando un conjunto de edificios de oficinas, con un total de 49 556 m² de edificabilidad sobre rasante y 1800 plazas de aparcamiento sobre y bajo rasante. El conjunto estará dotado de restaurantes, cafeterías, fitness center, área comercial y zonas ajardinadas.
- Polígono Alameda de Osuna edificado en 1978, con 5540 m² construidos, ubicado en el 117 de avenida de América, tras el IES Barajas.
- Edificio ONO y Edificio Liberty Seguros. Edificios singulares, de color verdes y acristalados, situados en calle Obenque 4, con 20.665 m² (año 1994)

En Zona Este:
- Parque empresarial Barajas Park. Complejo de Oficinas en la calle San Severo. Construido en 1990, alberga más de 50 empresas en 35 569 m².
- Edificio Viajes El Corte Inglés. Avenida de Cantabria 55, con 11 332 m², construido en 1988
- CICC: Centro de Investigación y el Control de la Calidad[33] en Plaza de la Goleta, 2, construido en 1960. Dispone de 4968 m² de oficinas.

## Cultura

### Patrimonio

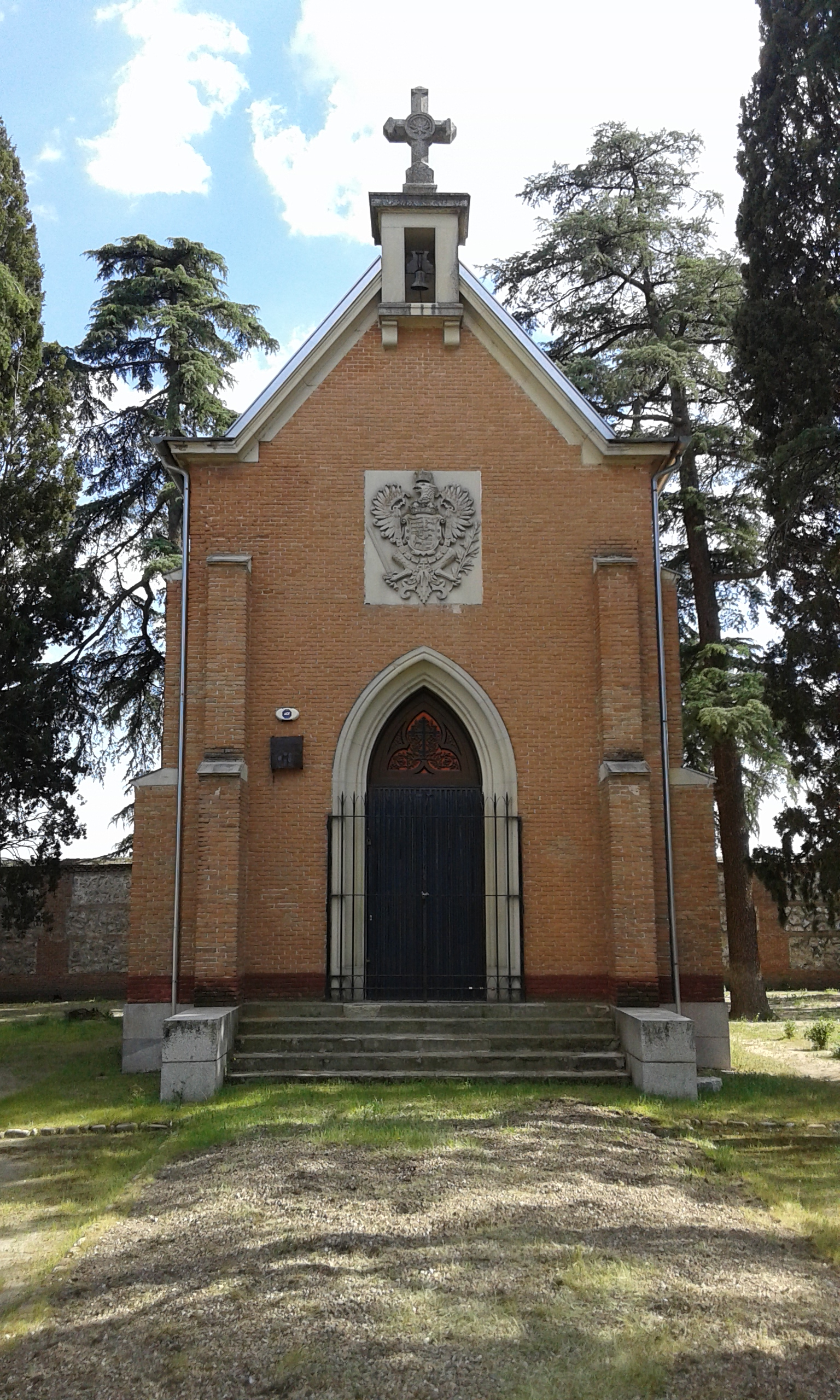
Panteón de los Fernán Núñez, situado junto al castillo de la Alameda

Los elementos urbanos de importancia están unidos por el Eje Histórico-Cultural de la Alameda de Osuna, aprobado por unanimidad en el Pleno del Ayuntamiento de Madrid. Dicho eje comprende lo siguiente:
- Palacio de los Duques de Osuna (siglo XIII), dentro del Parque del Capricho, albergará próximamente un museo dedicado a los parques del mundo.
- Posición Jaca[35] (1936), búnker interior del parque del Capricho, que sirvió de refugio a miembros del Gobierno de la II República Española.
- Ateneo y Centro Cultural Las Caballerizas, aprobado dentro del Eje Cultural y pendiente de construcción. Se situará en la parcela ubicada entre las calles Joaquín Ibarra, La Fuente, Rambla y Paseo de la Alameda de Osuna.
- Castillo de los Zapata (siglo XV), único castillo existente en el municipio de Madrid.
- Nido de ametralladoras, entrada al búnker (1936) junto al castillo de los Zapata.
- Panteón de Fernán Núñez (siglo XIX).

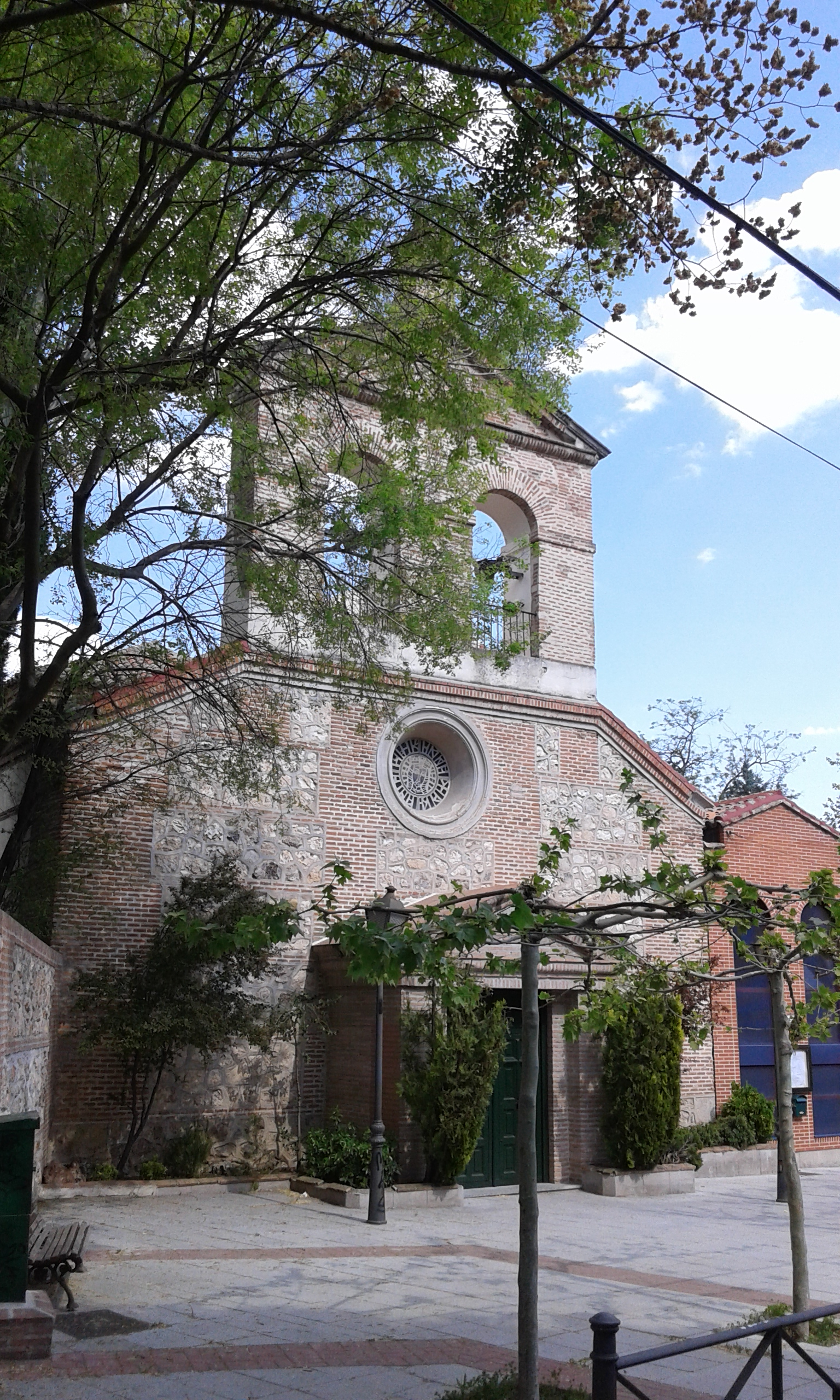
Parroquia de Santa Catalina de Alejandría, del antiguo pueblo de la Alameda

También son destacables dentro del parque del Capricho:
- Puente de hierro del parque de El Capricho
- Ermita
- Laberinto, realizado con setos de gran altura. Últimamente, cerrado al público, salvo que se acuda con guía.

### Zonas verdes
- Parque de El Capricho. Es considerado la joya de La Alameda. De 14 ha,está considerado como uno de los parques más bellos de Madrid. Fue diseñado en el siglo XVIII.
- Parque Juan Carlos I, el segundo más grande de Madrid, colindante con La Alameda. Sus puertas del sur son accesibles desde la misma.
- Parque Mari Luz Nájera Julián,[36] en la confluencia de la calle Bergantín y Avenida de Cantabria, en honor de la estudiante que falleció en una manifestación durante la Transición Española en 1977.
- Parque Autóctono Escolar, entre el IES Barajas y el Parque del Capricho
- Parque del Cohete, en calle Tintín y Milú.
- Pasillo Verde Ciclista,[37] desde la calle San Severo, atravesando la calle Rioja, llegando hasta el extremo occidental del barrio, para conectar con el Anillo Verde Ciclista.[38]

### Grupos musicales
La Alameda de Osuna es considerada la mayor cantera de músicos de la ciudad de Madrid. Son varios los grupos musicales que han surgido de este barrio, entre ellos:
- Leather Heart
- Le Punk
- Buenas Noches Rose
- Pereza
- Sidecars
- Morodo

### Deporte
Son muy diversos los deportes que se practican en el barrio debido a la amplia dotación de instalaciones deportivas. En particular y por su singularidad e intensidad, cabe señalar el tenis, el hockey patines y la esgrima. Las escuelas deportivas y equipos que operan en el barrio son:
- ATEMI KARATE DO[40] (Karate de Okinawa)
- Tie Break Tennis[41] (en Club Deportivo Brezo Osuna)
- CDE Alameda Baloncesto[42] (en Club Deportivo Brezo Osuna)
- Yo Patino[43] (en Club Deportivo Brezo Osuna)
- E. Fútbol Alameda de Osuna[44] (en el campo de fútbol El Capricho)
- Club Esgrima Barajas[45] (en Pabellón Villa de Madrid, Los Brezos 4)
- Club Balonmano Osuna Madrid[46] (en Pabellón Villa de Madrid, Los Brezos 4)
- Colegio Alameda de Osuna[22] (Paseo de la Alameda de Osuna 60) con fútbol, baloncesto, hockey patines, balonmano, pádel, natación, judo y baile.
- I.E.S Barajas (Avenida de América 119) instituto de formación profesional, construido en los años 60.

### Fiestas
- San Antonio, el 13 de junio, se celebraba en las inmediaciones del Castillo.
- Fiestas de Barajas, en la segunda semana de septiembre. Actualmente son consideradas las fiestas comunes para todo el Distrito de Barajas.